# Beenie Man
Beenie Man, pseudonimo di Anthony Moses David (Kingston, 22 agosto 1973), è un cantante reggae giamaicano.

## Biografia

### Gli inizi
Beenie Man fa parte dell'industria musicale da quando era un bambino, e precisamente da quando all'età di 7 anni (1980) vinse il concorso Tastee Talent. Nel 1981 pubblicò il suo primo singolo, Too Fancy, prodotto da "Junjo" Lawes. Dal 1983 Beenie Man inizia a lavorare con importanti DJ, come Dillinger e Fathead e pubblica nello stesso anno il suo primo album, The Invincible Beenie Man: The Incredible Ten Year Old DJ Wonder, ed il singolo Over the Sea. Dopo il suo precoce avvio, Beenie Man non produce nessun altro disco per il resto degli anni ottanta. Negli anni novanta continuerà la sua attività al fianco di artisti come Ninjaman, Admiral Bailey e Shabba Ranks, registrando agli studi Shocking Vibes diversi singoli di moderato successo.

### Il successo
Grazie alla pressione subita dai suoi produttori, Sly and Robbie, Beenie Man si convertì al movimento rastafariano. Nel 1994 firmò con la casa discografica Island Records e incise il suo album di maggior successo, Blessed.
Nel 1995, Beenie Man pubblicò nel Regno Unito un remix della canzone "Under Mi Sensi" di Barrington Levy e collaborò con Dennis Brown e Triston Palmer per pubblicare Three Against War e Lt. Stitchie per Mad Cobra Meets Lt. Stitchie & Beenie Man. La fama di Beenie Man aumentò quando nel 1996 pubblicò lo sperimentale Maestro, prodotto da Patrck Roberts, che lo rese ancora più famoso nel Regno Unito. Fino alla fine degli anni 90, Beenie Man dominò le classifiche giamaicane e fu insignito del titolo di "Dancehall King"; Beenie Man fu il secondo nella storia del raggamuffin ad essere insignito di tale titolo (il primo fu Yellowman negli anni 80). Produsse nel Regno Unito brani famosi, tra i quali "Feel It Boy" con Janet Jackson nel 2002 e "Street Life" nel 2003, remixato l'anno successivo insieme a Miss Dynamite.
Beenie Man fece sbarcare il proprio stile negli Stati Uniti nel 1997. Un giorno ascoltò una base di uno sconosciuto produttore chiamato Jeremy Harding e gli chiese di poter prestare la propria voce per questa base. Questa fu la nascita della sua prima hit internazionale; incise "Who Am I" e il singolo divenne presto Disco d'Oro. Questo brano aprì le porte del successo internazionale di Beenie Man. Il suo volto iniziò ad essere sempre più presente nei giornali e nei programmi tv americani.
Nel 1998 firmò con la Virgin Records per lanciare i propri album negli Stati Uniti. Il suo primo album ad uscire sul mercato Statunitense fu The Doctor (1998). Nel 2000, Beenie Man realizzò Art & Life, dove collaborarono con lui Arturo Sandoval e Wyclef Jean (The Fugees), per il quale ricevette un Grammy come Miglior Album Reggae. Verso la fine degli anni 90, Beenie Man continuò la conquista delle classifiche americane con le hits "Romie", "Who Am I" e "Girls Dem Sugar", dove collaborò con la cantante R&B americana Mya. Durante questo periodo ricevette un impressionante numero di premi musicali internazionali, rimanendo sempre in cima alle classifiche locali.
Nel 2002, realizzò l'ottimo brano "Feel It Boy" duettando con Janet Jackson, ma il suo grande successo negli Stati Uniti arrivò nel tardo 2004 con la pubblicazione del remix di "Dude", collaborando con le cantanti Jamaican Ms. Thing e Shawnna. In questo modò consolidò la propria fama negli Stati Uniti.

### Controversie
È stato criticato insieme ad altri per i suoi testi xenofobi e la sua tendenza razzista e omofobica. Recentemente (2007) i locali bolognesi e gli organizzatori hanno iniziato ad annullare e boicottare date di Beenie Man.
Sempre per lo stesso motivo è entrato a far parte della lista di cantanti boicottati dalla rete dei centri sociali romani, e più recentemente in altre città in tutta Italia.
Per gli stessi motivi a livello internazionale gli è stato negato il visto per i concerti da paesi come Germania e Canada, e al Big Day Out del 2010, in Australia, al seguito delle pressioni delle associazioni LGBTQ.
Recentemente, Buju Banton, Beenie Man, Sizzla e Capleton, tre degli artisti dancehall/raggamuffin più famosi in Giamaica e nel mondo, hanno firmato un documento, il "Reggae Compassionate Act", in cui affermano l'impegno nel cessare di divulgare il messaggio omofobico, sia per quanto riguarda le nuove pubblicazioni, sia per la ripubblicazione di canzoni precedenti, contenenti liriche contro gli omosessuali. Il governo giamaicano ha imposto un divieto di trasmettere testi offensivi e violenti nella musica dancehall.

## Discografia

### Album
- 1983 - The Invincible Beenie Man: The Incredible Ten Year Old DJ Wonder
- 1992 - Cool Cool Rider
- 1993 - Defend It
- 1994 - Blessed
- 1994 - Guns Out (con Bounty Killer)
- 1995 - Maestro
- 1997 - Many Moods of Moses (nomination per il Grammy Award)
- 1999 - Ruff N Tuff
- 1999 - The Doctor
- 1999 - Y2K
- 2000 - Art and Life
- 2000 - Trendsetter
- 2001 - Youth Quake
- 2002 - Gold - The Very Best of
- 2002 - Tropical Storm
- 2004 - Back to Basics
- 2004 - Cool Cool Rider - The Roots of a Dancehall Don
- 2005 - Kingston to King of the Dancehall
- 2006 - Its Ah! Beenie
- 2006 - Undisputed
- 2007 - Monsters of Dancehall
- 2009 - The Legends Return

### Singoli
- 1993 - Slam
- 1997 - Dancehall Queen numero 90 U.S.A.
- 1997 - Who Am I numero 40 U.S.A.
- 1999 - Tell Me
- 2000 - Love Me Now
- 2000 - Girls Dem Sugar (con Mýa) numero 54 U.S.A.
- 2001 - I'm Serious (canzone di T.I. featuring Beenie Man)
- 2002 - Feel It Boy (con Janet Jackson) numero 28 U.S.A.
- 2002 - Bossman (con Sean Paul e Lady Saw)
- 2004 - Doctors Orders (con Cecile)
- 2004 - Dude (con Ms. Thing) numero 26 U.S.A.
- 2004 - King of the Dancehall numero 80 U.S.A.
- 2004 - Compton (canzone di Guerilla Black featuring Beenie Man)
- 2005 - Specialists
- 2006 - Girls (con Akon) numero 47 UK
- 2006 - Hmm Hmm
- 2006 - Dancehall Champion (con Kevin Lyttle)
- 2006 - We Set the Trend
- 2006 - Let The Battle Begin (con Patrice Roberts)
- 2006 - Bulletproof Vest [Bounty Killer diss]
- 2006 - Bomboclaat [Bounty & Mavado diss]
- 2007 - Product of the Ghetto
- 2007 - I Will Never [Bounty Killer diss]
- 2007 - Heaven Baby (canzone di Brooke Hogan featuring Beenie Man)
- 2012 - Gun Shot (canzone di Nicki Minaj featuring Beenie Man)